# Chris Judd
Chris Judd est un joueur australien de football australien, né le 8 septembre 1983 à Melbourne.
Il a commencé sa carrière à West Coast Eagles en 2002 puis a rejoint en 2008 Carlton FC et a été sélectionné dans l'équipe de Victoria les rencontres entre États australiens. Considéré comme l'un des meilleurs footballeurs, il a été élu deux fois meilleur joueur de la saison régulière en 2004 et 2010, le trophée Leigh Matthews en 2006 (meilleur joueur de la saison), enfin il a remporté l'Australian Football League en 2006.